# Volo Batik Air 7703
Il volo Batik Air 7703 era un collegamento di linea operato da Batik Air tra l'aeroporto Halim Perdanakusuma di Giacarta e l'aeroporto Hasanuddin di Makassar che la sera del 4 aprile 2016 collise con un ATR 42 di TransNusa che stava attraversando la pista al traino di un trattore.

## Aeromobili ed equipaggi
Il Boeing 737-8GO(WL) registrato PK-LBS è stato prodotto nel 2014 e consegnato a Batik Air nel novembre 2014; al momento dell'incidente aveva accumulato 3 113 ore di volo e 1 907 cicli. Entrambi i motori CFM56-7B24 avevano 489 ore e 907 cicli. In seguito all'incidente, l'aereo è rientrato in servizio il 26 settembre 2016 dopo essere stato riparato.
Il comandante del volo Batik 7703 aveva 55 anni e lavorava nella compagnia dal 29 giugno 2014, aveva accumulato 18 765 ore di volo, di cui 1 825 su Boeing 737-800. Il primo ufficiale, che era il pilot flying del volo, aveva 26 anni, è stato assunto nella compagnia il 5 agosto 2015 e aveva accumulato 368 ore di volo di cui 215 su Boeing 737-800.
L'ATR 42-600 registrato PK-TNJ era stato prodotto nel 2014 e consegnato a TransNusa nel settembre dello stesso anno; al momento dell'incidente aveva accumulato 2 073 ore di volo e 1 038 cicli.
L'equipaggio del traino era costituito da due tecnici che si trovavano in cabina di pilotaggio, dal conducente del trattore e da un operatore di supporto del traino, tutti appartenenti a una società di handling.

## L'incidente
Alle 19:48 ora locale (12:48 UTC) il volo Batik Air 7703, con a bordo 2 piloti, 5 assistenti di cabina e 49 passeggeri, ricevette dalla torre di controllo dell'aeroporto Halim Perdanakusuma l'autorizzazione al rullaggio, da svolgersi parzialmente sulla pista, per portarsi dal terminal alla testata 24 e due minuti dopo, mentre il Boeing si trovava in attesa di traffico in atterraggio sul raccordo C, la torre approvò il movimento del traino che dal piazzale nord doveva raggiungere il piazzale sud, indicandogli di riferire quando si fosse trovato sul raccordo C. Successivamente il traino ricevette l'istruzione di seguire il Boeing 737.
Alle 19:53, il Boeing ricevette l'autorizzazione ad entrare in pista. Alle 19:56, dopo avere ultimato il rullaggio e l'inversione, il volo 7703 ricevette dal controllore del traffico aereo l'autorizzazione al decollo, mentre il traino, che non era stato avvistato dal controllore, si trovava ancora sulla pista in movimento verso la testata 24. Il conducente del traino riferì di avere chiesto alla torre se ci fosse un aereo in decollo dopo che vide le luci del Boeing 737 allinearsi alla pista, senza tuttavia ricevere risposta.
Alle 19:57, i due velivoli sono entrati in collisione dopo che i piloti e il guidatore del trattore hanno provato ad evitarla allontanandosi dalla mezzeria della pista, deviando ciascuno alla propria destra. L'ala sinistra del Boeing 737 tagliò di netto la coda e una porzione di circa 2,60 m dell'ala sinistra dell'ATR 42 e una porzione di 5,75 m della stessa ala si distaccò e si generò un incendio. Dopo l'impatto il comandante, che aveva preso il controllo del velivolo non appena l'ATR venne avvistato, abortì il decollo e, visto l'incendio sul lato sinistro, spense i motori, azionò l'impianto antincendio dei motori e della APU e ordinò l'evacuazione dal lato destro; il Boeing si fermò a 400 metri dal punto di impatto.

## Le indagini
Le indagini sono state svolte dal Komite Nasional Keselamatan Transportasi (KNKT), l'autorità nazionale indonesiana per la sicurezza del volo.
Il personale della torre di controllo era composto da un controllore, un assistente controllore, un supervisore e da un flight data officer. All'interno della sala di controllo le luci erano accese e sui vetri c'erano diversi riflessi che impedivano di avere una chiara visuale. Le comunicazioni tra la torre e il volo 7703 avvennero sulla frequenza 118,6 MHz mentre quelle tra torre e traino sulla frequenza 152,73 kHz; queste ultime, a differenza delle comunicazioni con il volo, non vennero registrate e dunque gli investigatori poterono affidarsi solo sulle affermazioni sostenute sia dal personale di torre che da quello del traino.
Sugli ATR 42, per fornire potenza alle luci di navigazione e anti-collisione e ai sistemi di comunicazione durante il traino, è necessario che un generatore di corrente continua, e quindi un motore, sia in funzione. ATR ha dotato i suoi aerei di una modalità detta "Hotel" nella quale un motore può essere tenuto in funzione mantenendo ferma l'elica. La procedura di TransNusa prevedeva che sia il motore che le batterie fossero escluse, sostituendo le luci del velivolo con lampade portatili installate alle estremità alari e con le comunicazioni gestite tramite radio portatili. Il primo aereo atterrato mentre il volo 7703 era in attesa sul raccordo C si attestò sul raccordo A in attesa che il traino liberasse la piazzola che poi il volo medesimo avrebbe dovuto occupare. Alle 19:51:17, il personale del volo atterrato richiese l'autorizzazione a procedere per la piazzola, che venne approvata indicando di procedere lentamente, tuttavia non riuscì ad individuare il traino a causa della sua ridotta visibilità.
I piloti del volo 7703 riferirono che le luci intorno alla piazzola di inversione della testata 24 erano particolarmente luminose e condizionarono la loro visione.
A conclusione delle indagini venne stabilito che le cause dell'incidente furono:
- mancanza di coordinazione tra i controllori e i movimenti, dal momento che volo 7703 e traino erano gestiti da due differenti controllori e su due frequenze diverse;
- un'incomprensione sull'istruzione data al traino di seguire il volo 7703 dopo avere inizialmente riferito di comunicare quando il traino si fosse trovato sul raccordo C, che ha verosimilmente contribuito all'incursione di pista in quanto il conducente del trattore potrebbe avere interpretato l'istruzione come nuova, rendendo non più necessaria la comunicazione una volta giunto sul raccordo;
- l'illuminazione nella torre di controllo e i riflessi sui suoi vetri possono avere causato la perdita del contatto visivo con il traino, che era scarsamente illuminato e difficilmente individuabile; inoltre, l'assistente controllore coordinò altri movimenti, perdendo il contatto con il traino. L'elevata illuminazione della piazzola di inversione può avere contribuito all'incidente impedendo ai piloti di riconoscere tempestivamente l'ostacolo.